# Cryptocoryne auriculata
Cryptocoryne auriculata är en kallaväxtart som beskrevs av Adolf Engler. Cryptocoryne auriculata ingår i släktet Cryptocoryne och familjen kallaväxter. Inga underarter finns listade.